# Sphaerodothis balansae
Sphaerodothis balansae är en svampart som först beskrevs av Tassi, och fick sitt nu gällande namn av Höhn. ex Theiss. & Syd. 1915. Sphaerodothis balansae ingår i släktet Sphaerodothis och familjen Phyllachoraceae.   Inga underarter finns listade i Catalogue of Life.